# Pratt & Whitney J91
Le Pratt & Whitney J91 (désignation militaire) ou JT9 (désignation constructeur) est un turboréacteur développé par Pratt & Whitney au cours des années 1950.
Il constitue la réponse à un programme initié par l'US Air Force en 1952, pour des réacteurs destinés à des appareils extrêmement rapides (jusqu'à Mach 3). Il  commence ses essais au banc en 1957. C'est un moteur à arbre unique, de très grandes dimensions. La version testée au banc d'essai a une poussée de 110 kN sans la postcombustion, et 155 kN avec. Des versions plus puissantes étaient prévues Néanmoins, le projet n'a jamais abouti à une production en série, et le North American XB-70 Valkyrie a finalement volé avec des moteurs General Electric YJ93. Seuls deux protypes de J91 ont été construits, dont l'un a été conservé au New England Air Museum. La technologie du J91 a été largement réutilisée sur le J58, moteur du SR-71 Blackbird. En outre, la soufflante du JT3D a été conçue à partir des deux premiers étages du compresseur du J91.